# Xã Mountain, Quận McDonald, Missouri
Xã Mountain (tiếng Anh: Mountain Township) là một xã thuộc quận McDonald, tiểu bang Missouri, Hoa Kỳ. Năm 2010, dân số của xã này là 1.382 người.